# Judas Iskariot
Judas Iskariot (Grieks: Ὶούδας Ὶσκάριωθ of Ὶσκαριώτης) (overleden circa 29-33) was volgens het Nieuwe Testament een van de twaalf apostelen van Jezus. Judas Iskariot was in het vroege christendom degene die Jezus heeft 'overgeleverd' of 'uitgeleverd' (Marcus 3:19; 14:10, Matteüs 10:2, Johannes 6:71; 12:4; 18:2,5) aan de Romeinse autoriteiten, waarna Jezus gekruisigd werd. Lucas 6:16 noemt hem een "verrader" (προδότης, prodōtès). Om deze reden wordt zijn naam vaak gebruikt in uitdrukkingen die verraad aanduiden zoals 'een judas' of 'judaskus', of direct als synoniem voor verrader.
Van de twaalf apostelen was Judas de enige uit Judea; de overige elf kwamen net als Jezus uit Galilea.
Judas Iskariot moet niet worden verward met Judas Taddeüs, een andere apostel die ook Judas heette.

## De naam Judas Iskariot
Judas is de Griekse benaming voor het Hebreeuwse Juda (יהודה, Yehûdâh). De etymologie van de naam is onzeker. De samenhang met ידה, "prijzen" (vergelijk het woordspel in Genesis 49:8) is waarschijnlijk een volksetymologie. Misschien was de naam oorspronkelijk een geografische aanduiding (bijvoorbeeld in Jozua 20:7), waarna zich secundair een persoonsnaam ontwikkelde.
Waarschijnlijk wordt met zijn achternaam de woonplaats van de familie aangeduid: "man (איש) uit Keriot". Keriot was een plaatsje in de buurt van Hebron in het zuiden van Judea, maar werd alleen in de Hebreeuwse Bijbel genoemd (Jozua 15:25) en er zijn geen aanwijzingen dat de plaats nog bestond in de eerste eeuw. Vanwege het feit dat het Griekse woord voor "(sluip)moordenaar" sikarios is en in het Latijn sicarius (van sica, "dolk") zien sommigen een verband met de bende van de Sicarii, een bende joodse nationalisten, die opereerde in Judea nadat stadhouder Antonius Felix een groot aantal rovers en bandieten had laten oppakken. De omzetting van Sik- naar Isk- is echter onwaarschijnlijk. Hoe zich de strijd van de Sicarii tegen de met de Romeinen samenwerkende hogepriester moet worden gezien in het licht van wat er wordt gezegd over Judas Iskariot is ook moeilijk, dus deze afkomst wordt over het algemeen verworpen.

## Uitlevering

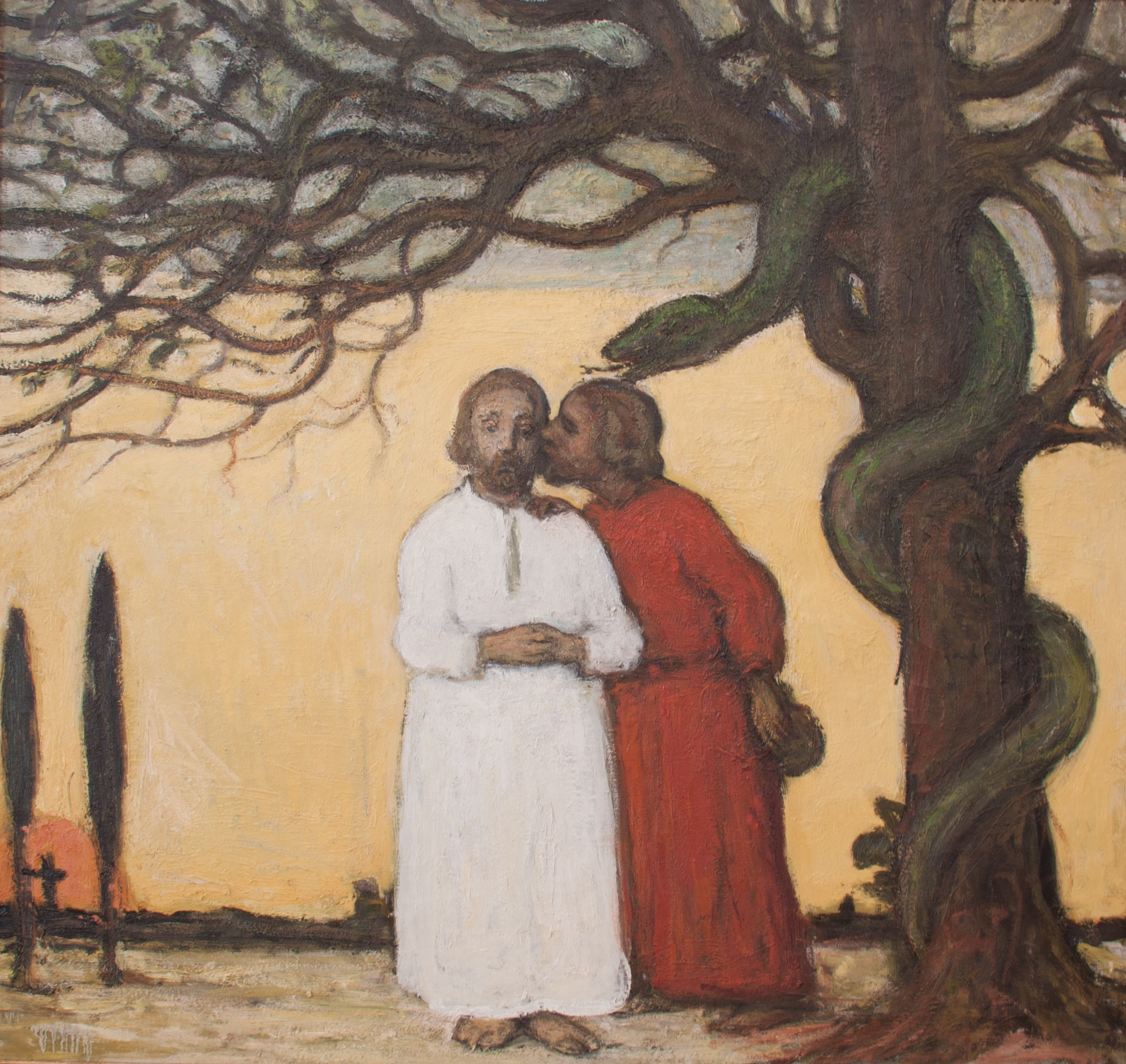
De Judaskus, schilderij door Jakob Smits, collectie Jakob Smitsmuseum

Judas was met de hogepriesters en schriftgeleerden in Jeruzalem overeengekomen Jezus aan hen over te leveren en daarvoor een gunstige gelegenheid te zoeken, namelijk zonder dat het volk het zou merken. Voor zijn diensten kreeg hij een beloning van dertig zilverstukken. Volgens Matteüs 26:14,15 werd de som vooraf betaald, volgens Marcus 14:10,11 en Lucas 22:2-6 werd het geld hem in het vooruitzicht gesteld.
De gelegenheid voor de uitlevering kwam de nacht voor Pesach. Tijdens het laatste avondmaal zei Jezus: "Eén van jullie zal mij uitleveren" (Marcus 14:17-21). Alle apostelen vroegen: "Ik ben het toch niet, Heer?" Toen Judas vroeg: "Ik ben het toch niet, rabbi?", zei Jezus: "Jij zegt het" (Matteüs 26:20-25). Even later spoorde hij Judas aan te doen wat hij van plan was te doen en Judas vertrok (Johannes 13:27). Na de maaltijd ging Jezus met zijn leerlingen Petrus, Johannes en Jakobus naar de tuin van Getsemane op de Olijfberg, net buiten Jeruzalem, om te bidden. Na enige tijd verscheen een groep hogepriesters, tempelwachters en oudsten, met Judas aan het hoofd, die Jezus ter begroeting zou hebben gekust (de 'Judaskus'); Johannes vermeldt niet dat Judas Jezus kuste, en in Lucas maakte Judas slechts aanstalten om Jezus te gaan kussen, maar lijkt deze intentie niet te hebben voltooid. Alleen Marcus en Matteüs vermelden expliciet dat Judas Jezus kuste. Hierna werd Jezus door gewapende lieden gearresteerd (Marcus 14:32-50; Matteüs 26:-56; Lucas 22:39-53) Dit leidde uiteindelijk tot Jezus' kruisiging.

## Judas' dood

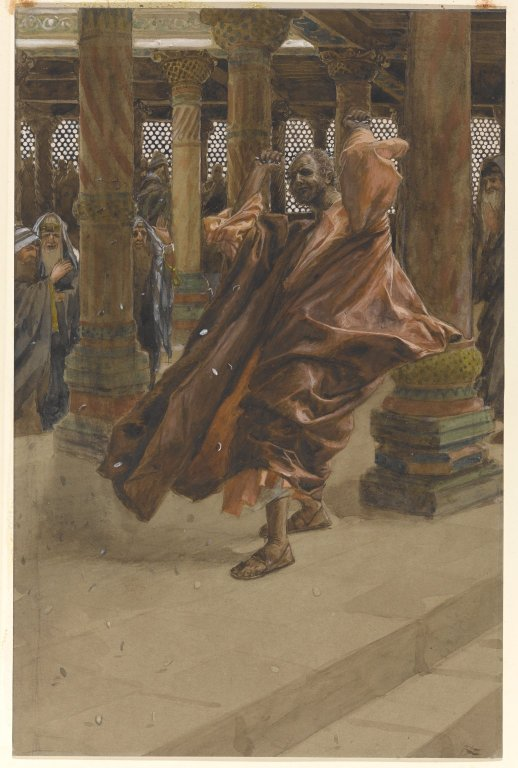
Judas brengt het geld terug (James Tissot)

Historische bronnen spreken elkaar tegen over hoe Judas stierf.
Dood in het Evangelie volgens Matteüs
In het Evangelie volgens Matteüs kreeg Judas spijt over zijn daad nadat Jezus was overgeleverd aan de Romeinse stadhouder Pontius Pilatus. Hij ging naar de hogepriesters en oudsten en zei dat hij gezondigd had door een onschuldige uit te leveren. Hij wilde de beloning teruggeven, maar zij wezen hem af. Daarop smeet hij het geld op de tempelvloer, vluchtte weg en hing zichzelf op aan een boom (Matteüs 27:3-5). De hogepriesters wilden het 'bloedgeld' niet in de offerkist doen omdat de Joodse wet dat verbood en gebruikten het daarom om een akker te kopen die zou dienen als begraafplaats voor vreemdelingen. De akker werd Hakeldama, "bloedakker" genoemd (Matteüs 27:6-10).
Dood in de Handelingen van de Apostelen
In Handelingen wordt vermeld dat Judas het geld gebruikte om een stuk grond te kopen, "maar bij een val werd zijn buik opengereten, zodat zijn ingewanden naar buiten kwamen". Vervolgens werd de opengevallen plaats van Judas ingevuld door Mattias, die door loting werd aangewezen (Handelingen 1:15–26).
Dood in Papias III
Papias beschreef weer een andere versie: Judas hing zich kennelijk niet op, maar zijn lichaam was door goddeloos leven zo dik geworden dat een strijdwagen hem niet meer kon ontwijken in een nauwe straat en hem verpletterde, zodanig dat zijn ingewanden naar buiten 'golfden'.
| Narratief element                                                      | Matteüs 27:1–10                               | Handelingen 1:15–20                                              |
| ---------------------------------------------------------------------- | --------------------------------------------- | ---------------------------------------------------------------- |
| Hoe dacht Judas over Jezus' uitlevering?                               | Hij kreeg berouw en ging het geld teruggeven. | Hij hield het geld en besteedde het voor zichzelf.               |
| Wat deed Judas met het geld?                                           | Hij gooide het terug de Tempel in.            | Hij kocht er een akker van.                                      |
| Wie kocht er een akker van het geld?                                   | De hogepriesters deden dat.                   | Judas deed dat.                                                  |
| Wanneer werd de akker gekocht?                                         | Nadat Judas stierf.                           | Voordat Judas stierf.                                            |
| Hoe stierf Judas?                                                      | Hij verhing zich.                             | Hij viel, zijn buik werd opengereten en ingewanden kwamen eruit. |
| Waarom heette de akker "Bloedakker"?                                   | Hij was gekocht met het bloedgeld voor Jezus. | Het bloed van Judas was er vergoten.                             |
| Oudtestamentische verwijzingen (volgens de tekst zelf en onderzoekers) | Zacharia 11:12–13 Jeremia 19:1–13; 32:6–9     | Psalm 69:25 Psalm 109:8                                          |

## Interpretatie
De historische gebeurtenissen kunnen alleen in grote lijnen worden gereconstrueerd. Zelfs de eerste verhalen over Jezus' lijden en dood, de vier canonieke evangeliën, worden al gekenmerkt door theologische tendensen en mogen in geen enkel detail kritiekloos worden gelezen als een weergave van vermeende 'feiten'. Het Evangelie van Judas (zie verderop), een fragmentarische tekst uit de 2e eeuw, is van onschatbare waarde als de vroegste oorspronkelijke tekst van het zogenaamde sethianisme, maar heeft het historische beeld van het lijden en de dood van Jezus niet veranderd. Bovendien is het recente onderzoek naar deze tekst vanwege zijn fragmentarische staat op cruciale punten alleen al de tekening van Judas Iskariot zo controversieel dat er zelfs geen consensus is over de werkingsgeschiedenis van de Judasfiguur.

### Judas als apostel
Marcus bericht erover dat Jezus een kring van twaalf leerlingen om zich heen verzamelde en dat Judas daar een lid van was (Marcus 3:13-19). Alleen de evangelist Johannes vermeldde dat Judas een dief was en uit de gemeenschappelijke kas stal (Johannes 12:6). Of er daadwerkelijk een gemeenschappelijke kas was, is al twijfelachtig, gelet op de instructies van Jezus, zoals: "Neem in je beurs geen gouden, zilveren of koperen munten mee" (Matteüs 10:9-14).

### Motivatie voor Judas' uitlevering
Verraad
Er kan niet met zekerheid worden vastgesteld wat Judas heeft aangezet tot het uitleveren van Jezus. De latere evangelisten verklaren dat Judas op geld uit was (Matteüs 26:15) en hij eerder al geld had gestolen (Johannes 12:6). Marcus zegt hier niets over, waardoor kan worden aangenomen dat deze verklaring moet worden gezien als een toenemende demonisering van de Judasfiguur in de vroege kerk. Dat Judas Jezus zou hebben verraden voor dertig zilverstukken, is ingevoegd als vervulling van een profetie van Jeremia (Matteüs 27:9,10). De traditionele verklaring is dan ook dat de duivel Judas aanzette tot zijn verraad (Lucas 22:3; Johannes 13:2).
Aanmoediging van Jezus als messias
Naast deze traditionele interpretatie ontwikkelde men ook een theorie waarin Judas niet de bedoeling had Jezus ter dood te laten brengen, maar om hem aan te moedigen zichzelf als de Messias te manifesteren. In Johannes 13:27 ("Doe maar meteen wat je van plan bent") las men op een historisch niveau zelfs dat Jezus instemde met Judas' acties. Er zijn echter historisch-filologische aspecten die tegen dergelijke constructies pleiten:
- De aankondigingen van Jezus' lijden en dood (Marcus 8:30-32; 9:30-32; 10:32-34 en parallelle passages in de andere synoptische evangeliën) zijn Jezus, net als het zojuist geciteerde Johannes 13:27, hoogstwaarschijnlijk achteraf in de mond gelegd; in het licht van Marcus 15:34 moet er immers rekening mee worden gehouden dat de historische Jezus zijn kruisdood als een mislukking heeft ervaren.
- De aankondigingen van Jezus' lijden en dood zijn door Marcus, om theologische redenen, zorgvuldig geplaatst in de passages van het huidige evangelie. Het is waar dat men zich in het algemeen kan afvragen of Jezus niet steeds meer rekening hield met persoonlijk gevaar voor leven en ledematen (bijvoorbeeld Marcus 12:1-12), maar we weten niet vanaf wanneer. Hierdoor kunnen we ook niets weten over de kwestie van een innerlijke ontwikkeling in de relatie tussen Judas en Jezus.
- De daad van Judas moet passen in het algemene beeld dat we kunnen afleiden uit de omstandigheden van de dood van Jezus. Volgens deze theorie werd Jezus waarschijnlijk gezien als een factor van onrust, waarbij de proclamatie van Gods koninkrijk politiek geïnterpreteerd kon worden als een bedreiging voor de nauwgezet in evenwicht gehouden 'vrede' tussen de Romeinse bezettingsmacht en de Joodse bevolking (vergelijk Johannes 11:50). Door zijn onderhandelingspartners werd Judas niet (of niet langer) gezien als een bedreiging voor de openbare veiligheid van het land ten tijde van de onderhandelingen (Marcus 14:10). Maar we kunnen niet meer vaststellen of Judas in Jezus eerst een politieke messias had gezien en was teleurgesteld in Jezus' apolitieke proclamatie (vergelijk Marcus 12:17) of dat de discipel (zelfs al was het maar vanaf een bepaald moment) hun mening deelde en Jezus' boodschap als gevaarlijk beschouwde in de zin zoals hierboven beschreven.

## Evangelie van Judas
In 2004 werd op een congres formeel de mededeling gedaan van de vondst van een "Evangelie van Judas", een gnostisch geschrift, dat in een Koptische vertaling onderdeel was van de vondst van de Codex Tschacos omstreeks 1978. Het bestaan van een Evangelie van Judas was al bekend. Ireneüs van Lyon vermeldde dit in zijn omstreeks 180 geschreven  Adversus Haereses. De oorspronkelijke Griekse tekst van het evangelie moet tussen 130 en 170 geschreven zijn. De meeste onderzoekers zijn van opvatting, dat de tekst moet zijn ontstaan binnen de gnostische stroming die aangeduid wordt als sethianisme.
In 2006 kwam een eerste Engelse vertaling uit. De eerste interpretaties beschreven een notie waarin Judas met het uitleveren van Jezus een hem door Jezus gegeven opdracht vervulde. Jezus moest sterven om zijn ziel te bevrijden uit zijn lichaam en naar de hemel te gaan; Judas zorgde hiervoor door zijn executie mogelijk te maken. In het tweede decennium van deze eeuw wordt die interpretatie door een meerderheid van auteurs op het vakgebied verworpen. Het wordt gezien als een geschrift met een polemisch karakter waarin de gnostische auteur zich keert tegen de zich ontwikkelende orthodoxie en christologie van het niet-gnostische christendom. Meerdere auteurs zien in het evangelie een bewuste provocatie van de zich ontwikkelende orthodoxie dan wel een parodie daarop.

## Laat-antieke en middeleeuwse Judas-traditie

### Concilie van Nicea
De voorstelling van zaken waarbij de Joden en Judas in het bijzonder de schuld kregen van de executie van Jezus, werd officieel met het Concilie van Nicea in 325. Tijdens dit concilie werd onder regie van Eusebius van Caesarea de inname en verwoesting van Jeruzalem door keizer Vespasianus' zoon Titus in het jaar 70 met terugwerkende kracht geïnterpreteerd als Gods wraak voor de kruisdood van Jezus, voltrokken door de keizer van Rome. Deze zienswijze paste in de bedoelingen van Constantijn de Grote om van het christendom de nieuwe staatsgodsdienst te maken.

### Judas in de Legenda aurea
De middeleeuwse Legenda aurea bevat een biografie van Judas, die deel uitmaakt van de legende van Judas' opvolger Mattias. In deze legende komen allerlei motieven voor uit de Hebreeuwse Bijbel en de antieke literatuur, zoals de onheilsboodschap aan koning Priamus en koningin Hecuba van Troje bij de geboorte van Paris en het mandje en adoptie van Mozes.
Volgens deze legende was Judas de zoon van het Joodse echtpaar Ruben en Cyboria. Onmiddellijk na de conceptie ervoer Cyboria een bijzonder onheilspellend gevoel als zou haar zoon zijn volk te gronde richten. Na zijn geboorte legde zijn vader hem in een mandje, en zette dat mandje in zee, waarbij zijn lot door Gods wil zou worden bepaald. Judas spoelde aan op het eiland Scarioth, en werd daar geadopteerd door de op dat moment nog kinderloze koningin, die verrukt was van zijn schoonheid. Kort daarna beviel zij van een eigen zoon. De kleine Judas groeide op als een jaloers kind, omdat hij het niet kon hebben dat zijn koninklijke broer hem in alles overtrof.
Nadat zijn moeder hem meedeelde dat hij een vondeling was, doodde hij zijn broer en vluchtte met kooplieden per schip naar Jeruzalem. Daar trad hij in dienst van de landvoogd Pontius Pilatus en werd het hoofd van diens hofhouding. In die functie plukte hij voor Pilatus appels uit een boomgaard die van zijn vader Ruben was. Hierbij kwam het tot een handgemeen, dat Judas beslechtte door Ruben met een steen dood te slaan. Toen de weduwe haar nood klaagde bij Pilatus, gaf deze Judas tot haar nieuwe echtgenoot. Zo kwam Judas er na verloop van tijd achter dat hij zijn vader gedood en zijn moeder gehuwd had.
Bij wijze van zelf opgelegde taakstraf werd hij leerling van Jezus en vervulde in het collectief de rol van penningmeester (de anderen weigeren geld aan te raken). Van alle giften drukte hij 10% achterover. Toen Maria Magdalena voor 300 zilverlingen aan balsem - in Judas' ogen - vermorste over de voeten van Jezus, voelde hij zich voor 30 zilverlingen benadeeld, wat hem ertoe bracht Jezus voor dat bedrag te verraden aan de vijandige Joodse hogepriesters. Nadat hij spijt had gekregen van zijn daad pleegde hij zelfmoord door zich op te hangen. Als teken van zijn verdorvenheid barstte zijn lichaam open.
Deze Judas-biografie werd in de middeleeuwen wijd en zijd verspreid en werd ook in het Middelnederlands vertaald, ook als los verhaal, namelijk in het zogeheten Comburgse handschrift, direct volgend op Van den vos Reynaerde: Judaes' gheborte ende sine doot.

## Trivia
- Volgens middeleeuwse afschriften van het Evangelie van Barnabas was het Judas, niet Jezus, die stierf aan het kruis. Deze opvatting wordt in sommige islamitische stromingen nog altijd aangehangen.
- Verschillende planten zijn vernoemd naar Judas: judaspenning, judasoor, judasbeurs en de judasboom, waaraan hij zich verhangen zou hebben. In de Filipijnen wordt een Nepenthes-plant ook wel sako ni Hudas genoemd: "Judas' geldbuidel".
- Verschillende uitdrukkingen zijn afgeleid van het volgens veel christenen verraderlijke karakter van Judas, zoals in judaskus (een teken van vriendschap, gegeven door een verrader), judasgroet (valse groet), judasloon (verradersloon), Judaszoon (meestal: een verrader) en judassen (beledigen, plagen of treiteren).
- Ook wordt de naam Judas wel eens direct als synoniem voor verrader gebruikt, een twijfelachtige eer die gedeeld wordt met Vidkun Quisling.
- In Jesus Christ Superstar wordt Judas niet alleen als een slecht personage gezien. In deze rock-opera wordt het verhaal van zijn kant verteld.
- Verschillende films over verraad verwijzen in de titel naar Judas en de Judaskus, waaronder Judas Kiss uit 2011.